# 河口
河口（英語：river mouth）是河流下游尽头与其它水体（如海洋、湖泊、水库、另一条河流）的结合处。海边的河口又称为河口湾。
当河流和与之连接的另一水体的泥沙含量差异较大时，在河口处会出现“泾渭分明”的现象。在河口，水流條件的變化可能會導致河流攜帶的沉積物累積，形成多種地貌，例如三角洲、沙洲、沙嘴。